# Comuna Lovran, Primorje-Gorski kotar
Lovran este o comună în cantonul Primorje-Gorski kotar, Croația, având o populație de 4.101 locuitori (2011).

## Demografie
Componența etnică a comunei Lovran
     Croați (85,95%)
     Sârbi (3,1%)
     Italieni (1,66%)
     Sloveni (1,49%)
     Necunoscut (1,93%)
     Neclasificat (5,05%)
Componența confesională a comunei Lovran
     Catolici (79,05%)
     Fără religie și atei (8,61%)
     Ortodocși (3,44%)
     Musulmani (2,41%)
     Agnostici și sceptici (1,71%)
     Necunoscută (4,49%)
     Alte religii (0,27%)
Conform recensământului din 2011, comuna Lovran avea 4.101 locuitori. Din punct de vedere etnic, majoritatea locuitorilor (85,95%) erau croați, existând și minorități de sârbi (3,1%), italieni (1,66%), sloveni (1,49%) și afiliați religios (1,37%). Apartenența etnică nu este cunoscută în cazul a 1,93% din locuitori. Din punct de vedere confesional, majoritatea locuitorilor (79,05%) erau catolici, existând și minorități de persoane fără religie și atei (8,61%), ortodocși (3,44%), musulmani (2,41%) și agnostici și sceptici (1,71%). Pentru 4,49% din locuitori nu este cunoscută apartenența confesională.